# Alta Badia
Pour les articles homonymes, voir Badia (homonymie).
Alta Badia est une station de sports d'hiver italienne des Dolomites. Elle occupe le versant méridional du val Badia, dans la province autonome de Bolzano. Elle est constituée des trois communes de culture ladine que sont Corvara in Badia, Badia et La Valle. On y parle encore le ladin (80 à 90 % de la population est ladine).
Cette station propose des épreuves de ski alpin sur sa piste de la Gran Risa, notamment des slalom géants de la coupe du monde de ski alpin. Les spécialistes la considère comme l'étape de coupe du monde la plus difficile, et une des plus belles avec Adelboden.
Alta Badia fait partie du domaine (non relié) Dolomiti Superski au même titre que onze autres stations dont Cortina d'Ampezzo et Val Gardena.

## Histoire
D'accès difficile jusqu'au début du XIXe siècle, le val Badia est longtemps restée isolée, ce qui explique sa forte identité — culturelle et linguistique — ladine.
Les premiers alpinistes commencent à investir la vallée dans leurs ascensions des Dolomites dès le milieu du XIXe siècle. Dans les années 1940 la vallée s'ouvre aux sports d'hiver, avec notamment le premier système de remontée mécanique (un câble tracteur de luges) construit en 1938 puis le premier télésiège d'Italie en 1947.

## Domaine skiable
La station est constituée de six villages répartis sur trois communes : Corvara et Colfosco sur la commune de Corvara , La Villa, San Cassiano et Badia sur la commune de Badia et La Val dans la commune du même nom.
Le point skiable le plus bas est le village de Badia, 1 324 m au front de neige, son point culminant au Lagazuoi à 2 835 m.
C'est par ce point (le Lagazuoi) que peut s'effectuer la liaison avec la station de Cortina d'Ampezzo.
Le domaine d'Alta Badia comprend 130 km de pistes dont 80 % peuvent être enneigés artificiellement. 70 km de ces pistes sont des pistes bleues, 52 km de pistes rouges et 8 km des pistes noires.